# Halel

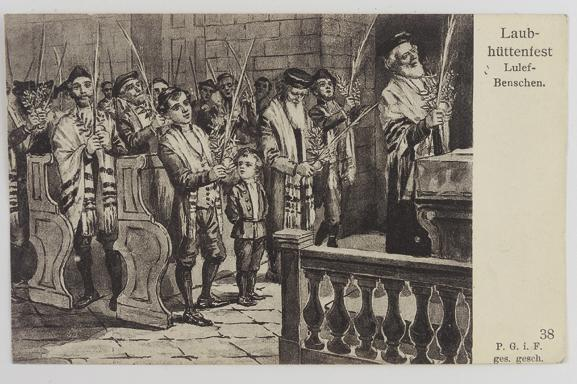
Um cartão postal mostrando a bênção do lulav na sinagoga, este é um ramo de palmeira festivo que com o etrog é carregado e acenado na Festa dos Tabernáculos, ou Sucot.

Halel (do hebraico הלל‎, "Louvor") é uma oração judaica baseada em Tehilim (Salmos 113-118), que é utilizada como louvor e agradecimento, recitada pelos judeus nas festividades judaicas.
- Halel Completo – composto pelos Salmos 113-118, é recitado apenas nas festividades judaicas.
- Halel Parcial - são omitidas as partes iniciais de Salmo 115 (1 a 11) e Salmo 116 (1 a 11), sendo recitada no primeiro dia de cada mês (Rosh Chodesh) e nos dias seguintes de Pessach.[2]

## Dias sagrados
O halel é composto por seis Salmos (113-118), que são ditos como uma unidade, em ocasiões festivas. Em ambas as ocasiões, o halel geralmente é cantado em voz alta como parte do Shacharit (o serviço de oração da manhã), após o Shemoneh Esreh do Shacharit ("Os dezoito", a oração principal). Também é recitado durante as orações da noite da primeira noite da Páscoa, exceto por judeus lituanos e alemães, e por todas as comunidades após a graça após as refeições no serviço de Seder de Pessach. Os 2 primeiros salmos 113 e 114 são cantados antes da refeição e os 4 restantes são cantadas depois da refeição.